# Teleszkopikus összeg
A teleszkopikus összegek a matematikában olyan összegeket takarnak, amelyekből némi átalakítás és egyszerűsítés után csak véges számú kifejezés összege marad. A név is ezt hívatott leírni: az egyszerűsítés előtti többtagú összegből egyszerűsítés után kevesebb tag marad, azaz hasonló dolog történik, mint egy teleszkóp összecsukásakor.

## Teleszkopikus összegek
A módszer alkalmazásához általában némi algebrai átalakításra van szükség, amivel kialakítható a szükséges szerkezet (azaz, hogy az egyszerűsítés lehetséges legyen). Ez történhet például (összegek esetében) egy nevezőben lévő szorzat összegekre történő felbontásával (partial fraction decomposition, parciális törtekre bontás).

### Általánosan
A módszer akkor alkalmazható, ha van egy {\displaystyle a_{n}} sorozatunk, amelynek pl. az első n elemének összegét szeretnék meghatározni. Ekkor kell találnunk egy olyan {\displaystyle b_{n}} sorozatot, amelyre igaz, hogy {\displaystyle b_{n+1}-b_{n}=a_{n}}.
Ekkor felírható a következő:
{\displaystyle {\begin{aligned}a_{1}&=b_{2}-b_{1}\\a_{2}&=b_{3}-b_{2}\\a_{3}&=b_{4}-b_{3}\\&\vdots \\a_{n-1}&=b_{n}-b_{n-1}\\a_{n}&=b_{n+1}-b_{n}\end{aligned}}}
A két oldalt összeadva végül eljutunk a keresett végeredményhez:
{\displaystyle \sum _{i=1}^{n}a_{i}=b_{n+1}-b_{1}}
(Természetesen nem kell, hogy az egymásutáni tagok ejtsék ki egymást. Bármilyen olyan összegre való felbontása jó az {\displaystyle a_{n}} sorozatnak, amely garantálja, hogy az összegzendő tagok számától független darabszámú tag marad.)

### Példák összegekre

#### Téglalapszámok reciprokösszege
(A téglalapszámok az {\displaystyle n(n+1)} alakú számok, ahol n egy természetes szám.)
A megoldáshoz a parciális törtekre bontás technikát hívhatjuk segítségül, amellyel megállapítható, hogy
{\displaystyle {\frac {1}{n(n+1)}}={\frac {1}{n}}-{\frac {1}{n+1}}}
Ezen információ felhasználásával már könnyedén kialakíthatjuk a teleszkopikus formát.
{\displaystyle \sum _{i=1}^{n}{\frac {1}{i(i+1)}}={\frac {1}{1\cdot 2}}+{\frac {1}{2\cdot 3}}+{\frac {1}{3\cdot 4}}+\cdots +{\frac {1}{n(n+1)}}}
{\displaystyle =\left({\frac {1}{1}}-{\frac {1}{2}}\right)+\left({\frac {1}{2}}-{\frac {1}{3}}\right)+\left({\frac {1}{3}}-{\frac {1}{4}}\right)+\cdots +\left({\frac {1}{n}}-{\frac {1}{n+1}}\right)}
{\displaystyle ={\frac {1}{1}}+\left(-{\frac {1}{2}}+{\frac {1}{2}}\right)+\left(-{\frac {1}{3}}+{\frac {1}{3}}\right)+\cdots +\left(-{\frac {1}{n}}+{\frac {1}{n}}\right)-{\frac {1}{n+1}}}
{\displaystyle =1-{\frac {1}{n+1}}}
{\displaystyle ={\frac {n}{n+1}}}
Hasonló módszerrel belátható, hogyha {\displaystyle k\in \mathbb {Z} ^{+}}, akkor
{\displaystyle \sum _{i=1}^{\infty }{\frac {1}{i(i+k)}}={\frac {H_{k}}{k}}}
ahol {\displaystyle H_{k}} a k-dik harmonikus szám.

#### Elsőnpozitív egész számm-dik hatványának összege[1]
Ezen módszerrel tetszőleges {\displaystyle m\in \mathbb {Z} ^{+}} számra meghatározhatjuk a {\displaystyle 1^{m}+2^{m}+3^{m}+\cdots +n^{m}} összeg zárt képletét.
A módszerben a teleszkopikus összeg a következőképpen jelenik meg:
felhasználva, hogy {\displaystyle (k+1)^{m+1}-k^{m+1}=\sum _{i=1}^{m+1}{\binom {m+1}{i}}k^{i}}, felírható a következő:
{\displaystyle {\begin{aligned}2^{m+1}-1^{m+1}&=\sum _{i=1}^{m+1}{\binom {m+1}{i}}1^{i}\\3^{m+1}-1^{m+1}&=\sum _{i=1}^{m+1}{\binom {m+1}{i}}2^{i}\\4^{m+1}-1^{m+1}&=\sum _{i=1}^{m+1}{\binom {m+1}{i}}3^{i}\\&\vdots \\n^{m+1}-(n-1)^{m+1}&=\sum _{i=1}^{m+1}{\binom {m+1}{i}}(n-1)^{i}\\(n+1)^{m+1}-n^{m+1}&=\sum _{i=1}^{m+1}{\binom {m+1}{i}}n^{i}.\\\end{aligned}}}
A két oldal összeadva, az eredmény:
{\displaystyle (n+1)^{m+1}-1={\binom {m+1}{1}}\sum _{i=1}^{n}i^{m}+{\binom {m+1}{2}}\sum _{i=1}^{n}i^{m-1}+{\binom {m+1}{3}}\sum _{i=1}^{n}i^{m-2}+\dots +\sum _{i=1}^{n}1.}
Azaz, ha ismerjük az m-nél kisebb hatványokra vonatkozó összegképleteket, akkor az m-dik hatványra vonatkozó összegképlet kifejezhető.

##### m= 1 esetén
Mivel {\displaystyle (k+1)^{2}-k^{2}=2k+1}, ezért felírható a következő:
{\displaystyle {\begin{aligned}2^{2}-1^{2}&=2(1)+1\\3^{2}-2^{2}&=2(2)+1\\4^{2}-3^{2}&=2(3)+1\\&\vdots \\n^{2}-(n-1)^{2}&=2(n-1)+1\\(n+1)^{2}-n^{2}&=2(n)+1\end{aligned}}}
Mindkét oldalt összeadva azt kapjuk, hogy:
{\displaystyle (n+1)^{2}-1=2\sum _{k=1}^{n}k+\sum _{k=1}^{n}1}
Majd algebrai átalakításokkal eljuthatunk a végeredményhez:
{\displaystyle \sum _{k=1}^{n}k={\frac {n(n+1)}{2}}}

##### m= 2 esetén
Hasonlóan az előzőhöz itt is felírható a következő egyenlőség:
{\displaystyle (k+1)^{3}-k^{3}=3k^{2}+3k+1}
Azaz itt is felírható az általános azonosságot kihasználva, hogy:
{\displaystyle (n+1)^{3}-1=3\left(\sum _{k=1}^{n}k^{2}\right)+3\left(\sum _{k=1}^{n}k\right)+\left(\sum _{k=1}^{n}1\right)}
{\displaystyle (n+1)^{3}-1=3\left(\sum _{k=1}^{n}k^{2}\right)+{\frac {3n(n+1)}{2}}+n}
amelyből némi algebrával kifejezhető, hogy
{\displaystyle \sum _{k=1}^{n}k^{2}={\frac {2n^{3}+3n^{2}+n}{6}}={\frac {n(n+1)(2n+1)}{6}}}.

##### egyéb esetekben
A módszer könnyedén általánosítható bármilyen pozitív egész m-re, ha ismerjük az m-nél kisebb hatványok összegének a zárt képleteit.

#### 1∙1! + 2∙2! + … + n∙n!
A fenti sorozat ({\displaystyle a_{n}=n\cdot n!}) összegének teleszkopikus kifejezéséhez a következő megfigyelés használható: ha {\displaystyle b_{n}=n!}, akkor látható, hogy
{\displaystyle b_{n+1}-b_{n}=(n+1)!-n!=n!\cdot n=a_{n}}.
Ezáltal az összeg felírható a következőképpen:
{\displaystyle {\begin{aligned}1\cdot 1!&=2!-1!\\2\cdot 2!&=3!-2!\\&\vdots \\n\cdot n!&=(n+1)!-n!\end{aligned}}}
A két oldalt összeadva megkapjuk a kívánt zárt képletet:
{\displaystyle \sum _{i=1}^{n}i\cdot i!=(n+1)!-1}

### Teleszkopikus összeg visszafelé
Néhány speciális esetben hasznos eredményre juthatunk, ha fordítva végezzük el a teleszkopikus felbontást. Azaz a teleszkopikus felbontás ismeretében próbáljuk meg megtalálni az eredeti sorozatot. Ehhez persze meg kell találnunk a megfelelő segédsorozatot. 
Ezt a módszert például a {\displaystyle a^{n}-b^{n}} (ahol n pozitív egész) kifejezés szorzattá alakításához használhatjuk. Ha segédsorozatnak a következőt választjuk:
{\displaystyle s_{k}=a^{k}\cdot b^{n-k}},
akkor látható, hogy {\displaystyle s_{0}=b^{n}} és {\displaystyle s_{n}=a^{n}}, továbbá {\displaystyle s_{k+1}-s_{k}=(a-b)a^{k}b^{n-1-k}}. Ezután úgy teszünk mintha az {\displaystyle s_{k}} sorozat lenne a teleszkopikus felbontása a keresett sorozatnak, és felírhatjuk a következőt:
{\displaystyle {\begin{aligned}s_{1}-s_{0}&=(a-b)a^{0}b^{n-1}\\s_{2}-s_{1}&=(a-b)a^{1}b^{n-2}\\s_{3}-s_{2}&=(a-b)a^{2}b^{n-3}\\&\vdots \\s_{n-1}-s_{n-2}&=(a-b)a^{n-2}b\\s_{n}-s_{n-1}&=(a-b)a^{n-1}b^{0}\end{aligned}}}
Ha a két oldalt összeadjuk, azt kapjuk, hogy
{\displaystyle s_{n}-s_{0}=(a-b)(b^{n-1}+ab^{n-2}+a^{2}b^{n-3}+\dots +a^{n-2}b+a^{n-1})}.
Azaz,
{\displaystyle a^{n}-b^{n}=(a-b)(a^{n-1}+a^{n-2}b+a^{n-3}b^{2}+\dots +ab^{n-2}+b^{n-1})=(a-b)\left(\sum _{k=0}^{n-1}a^{n-1-k}b^{k}\right)}.

## Teleszkopikus szorzatok
A technika szorzatok esetében is ugyanúgy használható, mint összegeknél. Szorzatoknál a számlálók és nevezők megfelelő formára hozása szükséges, hogy az egyszerűsítés lehetséges legyen.

### Példák szorzatokra
- {\displaystyle \prod _{i=2}^{n}\left(1-{\frac {1}{i^{2}}}\right)=\left(1-{\frac {1}{2^{2}}}\right)\left(1-{\frac {1}{3^{2}}}\right)\cdots \left(1-{\frac {1}{n^{2}}}\right)}

{\displaystyle =\left(1-{\frac {1}{2}}\right)\left(1+{\frac {1}{2}}\right)\left(1-{\frac {1}{3}}\right)\left(1+{\frac {1}{3}}\right)\cdots \left(1-{\frac {1}{n}}\right)\left(1+{\frac {1}{n}}\right)}
{\displaystyle ={\frac {1}{2}}\cdot \left({\frac {3}{2}}\cdot {\frac {2}{3}}\right)\left({\frac {4}{3}}\cdot {\frac {3}{4}}\right)\cdots \left({\frac {n}{n-1}}\cdot {\frac {n-1}{n}}\right)\cdot {\frac {n+1}{n}}}
{\displaystyle ={\frac {1}{2}}\cdot {\frac {n+1}{n}}}
Továbbá az előbbi szorzat felbontható két szorzatra, amelyek kiszámítására szintén használható a teleszkopikus formára alakítás:
- {\displaystyle \prod _{i=2}^{n}\left(1-{\frac {1}{i}}\right)=\left(1-{\frac {1}{2}}\right)\left(1-{\frac {1}{3}}\right)\cdots \left(1-{\frac {1}{n}}\right)}

{\displaystyle ={\frac {1}{2}}\cdot {\frac {2}{3}}\cdot {\frac {3}{4}}\cdots {\frac {n-2}{n-1}}\cdot {\frac {n-1}{n}}}
{\displaystyle ={\frac {1}{n}}}
- {\displaystyle \prod _{i=2}^{n}\left(1+{\frac {1}{i}}\right)=\left(1+{\frac {1}{2}}\right)\left(1+{\frac {1}{3}}\right)\cdots \left(1+{\frac {1}{n}}\right)}

{\displaystyle ={\frac {3}{2}}\cdot {\frac {4}{3}}\cdots {\frac {n}{n-1}}\cdot {\frac {n+1}{n}}}
{\displaystyle ={\frac {n+1}{2}}}